# Gauliga Sud-Ouest-Main-Hesse
Pour un article plus général, voir Gauliga.
La Gauliga Sud-Ouest / Main-Hesse (en Allemand: Gauliga Süd-West/Main-Hessen) fut une ligue de football (de Division 1) imposée par le NSRL en 1933.
Dès leur arrivée au pouvoir en mars 1933, Adolf Hitler et le NSDAP imposèrent une réorganisation administrative radicale (voir Liste des Gaue) à l'Allemagne. Administrativement, la"Gau" Sud-Ouest / Main-Hesse remplaça l’État populaire de Hesse, la Sarre, la province bavaroise du Palatinat et certaines parties de la province prussienne de Hesse-Nassau de la République de Weimar.
En 1941, cette Gauliga fut scindée en deux Gauligen distinctes: la Gauliga Hesse-Nassau et la Gauliga Marches de l’Ouest (en allemand : Gauliga Westmark). Au sein de celle-ci furent incorporées des équipes françaises de Lorraine.
Ces deux Gauligen furent démantelées en 1945.

## Généralités

### Succès nationaux
Aucun club de cette Gauliga ne remporta le titre national, mais des clubs se mirent en évidence. Deux d'entre eux parvinrent frôlèrent l'exploit. Le FSV Frankfurt perdit la Tschammer Pokal (ancêtre de l'actuelle DFB-Pokal) contre le Rapid Vienne en 1938. Le FV Saarbrücken perdit la finale du championnat national, contre Dresdner SC en 1943.

### Gauliga Sud-Ouest / Main-Hesse
Cette ligue fut créée en 1933, par 12 clubs et remplaça la Bezirksliga Rhin-Sarre et la Bezirksliga Main-Hesse' qui étaient alors les plus hautes séries de la région. Des clubs de Mannheim qui jouaient précédemment dans la Bezirksliga Rhin-Sarre furent incorporés à la Gauliga Baden alors que certains clubs de la Bezirksliga Main-Hesse furent versés dans la Gauliga Hesse.
Lors de sa première saison, la Gauliga Sud-Ouest / Main-Hesse aligna douze clubs regroupés en une seule série. Après des matches aller/retour, le champion se qualifia pour la phase finale du championnat national, joué par matches à élimination directe. Les trois derniers classés furent relégués. Pour la deuxième saison, la ligue fut réduite à onze équipes.
La saison 1935-1936 ne vit que dix clubs participer et il n’y eut que deux relégués. Ce système resta identique jusqu’en 1939.
En 1939-1940, la ligue fut partagée en deux groupes régionaux de sept équipes: un groupe appelé Sarre-Palatinat et un groupe appelé Main-Hesse. Les deux vainqueurs de groupe s’affrontèrent dans une finale aller/retour pour désigner le champion. Pour la saison suivante, le seul changement fut que les groupes comptèrent huit équipes.
À la fin de la saison 1940-1941, la Gauliga Sud-Ouest / Main-Hesse  fut scindée en deux Gauligen distinctes: le Gauligas Hesse-Nassau et la Gauliga Marches de l’Ouest (en Allemand: Gauliga Westmark). Cette dernière suivit les frontières de la Reichsgau du même nom créée peu après la capitulation de France.

### Gauligas Hesse-Nassau
Cette ligue fut principalement constituée de clubs venant de la Gauliga Sud-Ouest / Main-Hesse initiale, auxquels s’ajoutèrent quelques clubs venant de la Gauliga Hesse.
Lors de la première saison, en 1941-1942, elle compta treize clubs répartis en deux groupes. Les vainqueurs de groupe disputèrent une finale aller/retour pour désigner le champion. Pour les deux saisons suivantes, les équipes furent rassemblées en une seule série de dix avec deux relégués annuels.
En raison de l’évolution de la guerre et l’écroulement imminent du régime nazi, la saison 1944-1945 si elle débuta ne fut pas jouée jusqu’à son terme.

### Gauliga  Marches de l’Ouest
Cette nouvelle ligue comprit les clubs de la Sarre-Palatinat et engloba quelques clubs français de Lorraine.
Initialement prévue avec 10 clubs, la ligue fonctionna avec neuf équipes après le retrait du FK Pirmasens. Deux formations furent reléguées en fin de saison. La ligue compta dix clubs lors de sa deuxième saison et resta inchangée jusqu’en 1944.
La saison 1944-1945 ne débuta pas car la Lorraine avait été libérée par les Alliés et le reste de la Reichsgau Marches de l’Ouest (Westmark) était devenue une ligne de front.

### Après la reddition de l’Allemagne nazie

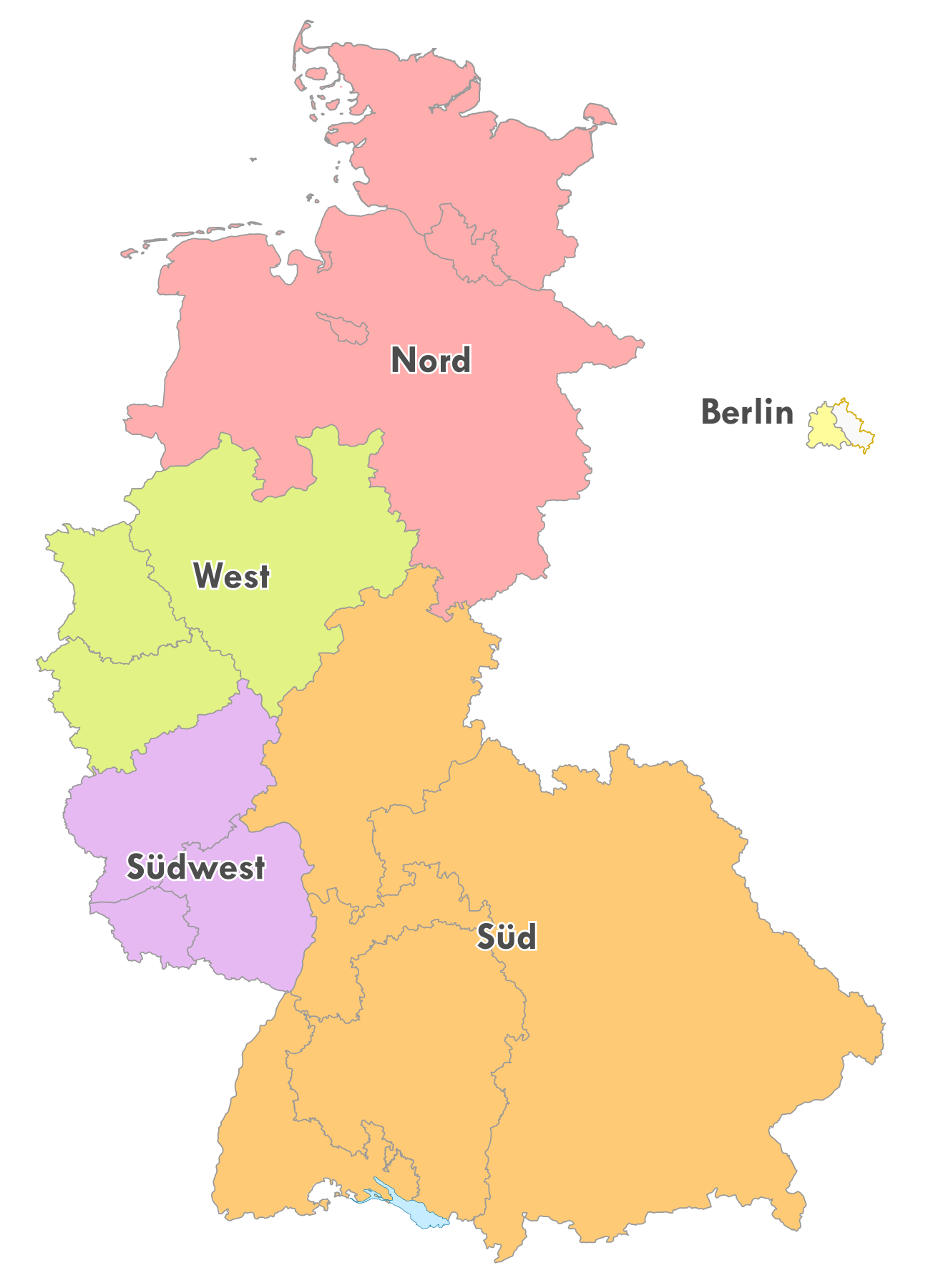
Les "Oberligen" en 1949

Dès la capitulation allemande entérinée, les Alliés démantelèrent le NSRL. Toutes l'organisation sportive allemande dut être réinstaurée, y compris celle des fédérations et des clubs. 
Les Gauligen furent dissoutes. Le territoire allemand fut découpé en zones d’occupation entre les Alliés. Les Français (au Sud) et les Américains (au Nord) occupèrent le Sud-Ouest de l’Allemagne.
Du point de vue football, les clubs de la partie Nord rejoignirent la nouvelle structure mise en place par la DFB: l'Oberliga Sud. Les clubs de la zone Sud furent incorporés à l'Oberliga Sud-Ouest.

## Le cas de la Sarre
Après la fin de la Seconde Guerre mondiale, la Sarre porta un statut particulier et ne réintégra officiellement le territoire allemand que le 1er janvier 1957. (Voir l’article: Sarre).
Les clubs de football de la sarrois restèrent un moment dans l’incertitude et certains jouèrent dans la compétition française, où...ils n'étaient franchement les bienvenus aux yeux des clubs et de la population française. Le 1FC Saarbrûck demanda même son affiliation à la FFF en 1949. Finalement cette demande fut rejetée et le club intégra la "Ligue de la Sarre" reconnue comme Fédération nationale par la FIFA. Ce club joua même la Coupe d’Europe des Clubs Champions en tant que "Champion de Sarre" ! Finalement, au même titre que la région redevint un Land de l’Allemagne fédérale, les clubs sarrois retournèrent au sein de la DFB.

## Clubs fondateurs de la Gauliga Sud-Ouest / Main-Hesse
Ci-dessous les 12 clubs qui fondèrent la ligue et leur résultats en fin de saison 1932-1933:
- Kickers Offenbach, 3e de la Division Main
- FK Pirmasens, Vainqueur de la Division Sarre
- Wormatia Worms, 2e de la Division Hesse
- Eintracht Frankfurt, 2e de la Division Main
- Borussia Neunkirchen, 3e de la Division Sarre
- FSV Frankfurt, Vainqueur de la Division Main Main division
- 1. FC Kaiserslautern, 2e de la Division Sarre
- Sportfreunde 05 Saarbrücken, 4e de la Division Sarre
- Phönix Ludwigshafen, 2e de la Division Rhin
- SV Wiesbaden 1899, 4e de la Division Hesse
- FSV Mainz 05, Vainqueur de la Division Hesse
- Alemannia/Olympia Worms, 3e de la Division Hesse

### Champions et Vice-champions de la Gauliga Sud-Ouest /Main-Hesse
| Saisons | Champions           | Vice-champions       |
| 1933-34 | Kickers Offenbach   | FK Pirmasens         |
| 1934-35 | Phönix Ludwigshafen | FK Pirmasens         |
| 1935-36 | Wormatia Worms      | FK Pirmasens         |
| 1936-37 | Wormatia Worms      | Eintracht Frankfurt  |
| 1937-38 | Eintracht Frankfurt | Borussia Neunkirchen |
| 1938-39 | Wormatia Worms      | FSV Frankfurt        |
| 1939-40 | Kickers Offenbach   | 1. FC Kaiserslautern |
| 1940-41 | Kickers Offenbach   | FV Saarbrücken       |

### Champions et Vice-champions de la Gauliga Hesse-Nassau
| Saisons | Champions         | Vice-champions     |
| 1941-42 | Kickers Offenbach | Rot-Weiß Frankfurt |
| 1942-43 | Kickers Offenbach | FSV Frankfurt      |
| 1943-44 | Kickers Offenbach | FC Hanau 93        |

### Champions et vice-champions de la Gauliga Marches de l'Ouest (Westmark)
| Saisons | Champions            | Vice-champions |
| 1941-42 | 1. FC Kaiserslautern | FV Metz        |
| 1942-43 | FV Saarbrücken       | FV Metz        |
| 1943-44 | KSG Saarbrücken      | FV Metz        |

## Classements dans la Gauliga de 1933 à 1944

### Clubs de Hesse-Nassau
| Club                    | 1934 | 1935 | 1936 | 1937 | 1938 | 1939 | 1940 | 1941 | 1942 | 1943 | 1944 |
| ----------------------- | ---- | ---- | ---- | ---- | ---- | ---- | ---- | ---- | ---- | ---- | ---- |
| Offenbacher FC Kickers  | 1    | 3    | 6    | 3    | 4    | 4    | 1    | 1    | 1    | 1    | 1    |
| VfR Wormatia Worms      | 3    | 5    | 1    | 1    | 3    | 1    | 5    | 4    | 4    | 9    |      |
| SG Eintracht Frankfurt  | 4    | 7    | 3    | 2    | 1    | 3    | 2    | 3    | 2    | 5    | 4    |
| FSV Frankfurt           | 6    | 4    | 5    | 5    | 5    | 2    | 3    | 5    | 3    | 2    | 3    |
| SV Wiesbaden 1899 1     | 10   |      |      | 8    | 7    | 5    | 4    | 7    | 5    |      |      |
| FSV Mainz 05            | 11   |      |      |      |      |      |      |      |      |      |      |
| Alemannia/Olympia Worms | 12   |      |      |      |      |      |      |      |      |      |      |
| Union Niederrad         |      | 6    | 8    | 9    |      |      | 5    | 6    | 3    | 7    | 10   |
| SC Opel 06 Rüsselsheim  |      |      | 9    |      | 10   |      | 7    |      |      | 8    | 6    |
| Rot-Weiß Frankfurt      |      |      |      |      |      | 9    | 6    | 2    | 1    | 3    | 8    |
| GfL Darmstadt           |      |      |      |      |      |      | 7    |      |      |      |      |
| Germania 94 Frankfurt   |      |      |      |      |      |      |      | 8    |      |      |      |
| FC Hanau 93             |      |      |      |      |      |      |      |      | 4    | 4    | 2    |
| TSV Hanau               |      |      |      |      |      |      |      |      | 6    |      |      |
| SV 05 Wetzlar           |      |      |      |      |      |      |      |      | 7    |      |      |
| SV Darmstadt 98         |      |      |      |      |      |      |      |      | 2    | 10   |      |
| VfB Großauheim          |      |      |      |      |      |      |      |      | 5    |      |      |
| BSG Dunlop SV Hanau     |      |      |      |      |      |      |      |      | 6    |      |      |
| SpVgg 03 Neu-Isenburg   |      |      |      |      |      |      |      |      |      | 6    | 5    |
| VfL Rödelheim           |      |      |      |      |      |      |      |      |      |      | 7    |
| VfB Offenbach           |      |      |      |      |      |      |      |      |      |      | 9    |
|                         |      |      |      |      |      |      |      |      |      |      |      |

- 1 Le SV Wiesbaden 1899 joua sous le nom de KSG Wiesbaden à partir de 1941.

### Clubs des Marches de l'Ouest (Westmark)
| Club                        | 1934 | 1935 | 1936 | 1937 | 1938 | 1939 | 1940 | 1941 | 1942 | 1943 | 1944 |
| --------------------------- | ---- | ---- | ---- | ---- | ---- | ---- | ---- | ---- | ---- | ---- | ---- |
| Borussia Neunkirchen        | 5    | 8    | 4    | 4    | 2    | 6    | 2    | 3    | 5    | 3    | 4    |
| 1. FC Kaiserslautern        | 7    | 10   |      |      | 9    |      | 1    | 2    | 1    | 5    | 10   |
| Sportfreunde 05 Saarbrücken | 8    | 9    |      | 10   |      |      |      |      |      |      |      |
| Phönix Ludwigshafen         | 9    | 1    | 10   |      |      |      |      |      |      |      |      |
| Saar 05 Saarbrücken         |      | 11   |      |      |      |      |      |      |      |      |      |
| FV Saarbrücken 2            |      |      | 7    | 6    | 8    | 8    |      | 1    | 7    | 1    | 1    |
| TSG 61 Ludwigshafen 3       |      |      |      |      |      | 7    | 4    | 7    | 3    | 4    | 7    |
| VfR Frankenthal             |      |      |      |      |      |      | 3    | 4    | 6    | 7    | 3    |
| SpVgg Mundenheim            |      |      |      |      |      |      |      | 6    | 9    |      |      |
| SG Burbach                  |      |      |      |      |      |      |      | 8    |      |      |      |
| FV Metz                     |      |      |      |      |      |      |      |      | 2    | 2    | 2    |
| TuRa Ludwigshafen           |      |      |      |      |      |      |      |      | 4    | 6    | 5    |
| TSG Saargemünd              |      |      |      |      |      |      |      |      | 8    | 8    | 6    |
| TSG 1848 Oppau              |      |      |      |      |      |      |      |      |      | 9    |      |
| SC Altenkessel              |      |      |      |      |      |      |      |      |      | 10   |      |
| TSG Merlenbach              |      |      |      |      |      |      |      |      |      |      | 8    |
| KSG Speyer                  |      |      |      |      |      |      |      |      |      |      | 9    |
|                             |      |      |      |      |      |      |      |      |      |      |      |

Source:« Gauliga Südwest-Mainhessen », Das deutsche Fussball-Archiv (consulté le 31 juillet 2008)
- 2 Le FV Saarbrücken forma une association sportive de guerre (en Allemand: Kriegsspielgemeinschaft – KSG) avec le SC Altenkessel et joua sous le nom de KSG Saarbrücken à partir du 17 octobre 1943.
- 3 Le 30 septembre 1943, le TSG 61 Ludwigshafen composa une "KSG" avec le TSG Oppau et le VfL Friesenheim et joua sous le nom de KSG Ludwigshafen.

## Clubs français dans la Gauliga des Marches de l'Ouest (Westmark)
Trois clubs français de Lorraine participèrent à la Gauliga des Marches de l'Ouest sous une appellation germanisée:
- Le FC Metz devint le FV Metz;
- L’Ass. Sarregueminoise 93 (ASF 93) devint le TSG Saargemünd;
- Le SO Merlebach devint le TSG Merlenbach.

Dès la fin du conflit, ces clubs retrouvèrent leur giron national et le cas échéant, leur appellation d'origine.

## Sources et liens externes
- The Gauligas Das Deutsche Fussball Archiv (in German)
- Germany - Championships 1902-1945 at RSSSF.com
- Where's My Country? - French clubs in the German football structure 1940-1944 Article en Anglais sur les mouvements transfrontaliers des clubs de football, at RSSSF.com
- Die deutschen Gauligen 1933-45 - Heft 1-3 (de) Classements des Gauligen 1933-45, publisher: DSFS